# 38 cm Haubitze M.16
38 cm Haubitze M.16 – austro-węgierska ciężka haubica kalibru 380 mm.

## Historia
W kwietniu 1915 roku w firmie Skoda rozpoczęto prace nad nową ciężką haubicą. Miała ona mieć moc zbliżoną do 42 cm Küstenhaubitze M.14, ale większą mobilność (M.14 została zaprojektowana jako stacjonarne działo nadbrzeżne i jego wersja polowa mogła być z powodu ogromnej masy przewożona wyłącznie koleją).
Haubica M16 miała łoże typu stałego, montowane na betonowej (początkowo) lub metalowej platformie. Lufa działa wykonana była ze stal niklowej. Zamek śrubowy, oporopowrotnik hydrauliczno-śrubowy. Do transportu działo demontowano na cztery zespoły (o masie 38 000, 33 000, 37 600 i 36 600 kg).
Działo było zasilane amunicją rozdzielną. Stosowano dwa typy pocisków różniące się masą i 5 ładunków miotających.
Pierwsze testy prototypów odbyły się w styczniu 1916 roku, a w maju tego roku dwa działa tego typu (o nazwach Gudrun and Barbara) wspierały swoim ogniem ofensywę wojsk cesarskich na froncie włoskim (bitwa pod Asiago). Wyniki prób bojowych uznano za pozytywne i zamówiono kolejne 14 haubic tego typu. W następnych latach działa tego typu były używane na wszystkich frontach, na których walczyła armia Austro-Węgier. W momencie zakończenia wojny miała ona w służbie 10 dział M.16.
Jeden z dwóch zachowanych egzemplarzy tej haubicy znajduje się w Narodowym Muzeum Wojskowym w Bukareszcie, drugi w Heeresgeschichtliches Museum w Wiedniu.